# Classe Macaé
A Classe Macaé é uma classe de navios de patrulha da Marinha do Brasil.

## Projeto
O projeto francês é baseado na classe "Vigilante 400 CL54" do estaleiro Constructions Mécaniques de Normandie (CMN). Os navios foram planejados para serem construídos pelos estaleiros Indústria Naval do Ceará (INACE) e pelo Estaleiro Ilha (EISA).
As embarcações tem como missão a fiscalização das Águas Jurisdicionais Brasileiras, desenvolvendo atividades de patrulha naval, inspeção naval, salvaguarda da vida humana no mar, fiscalização de poluição marítima e proteção dos campos de petróleo no mar, além de contribuir para a segurança do tráfego marítimo nacional.

## Histórico

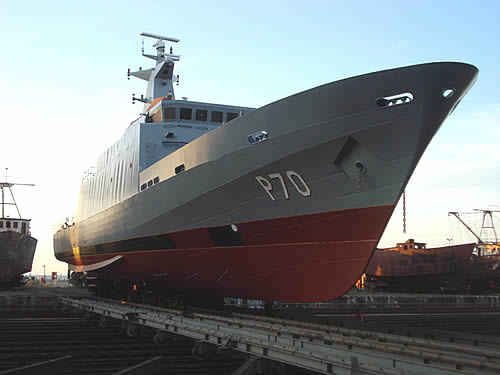
NPa Macaé (P-70) durante a sua construção na rampa de lançamento do estaleiro INACE.

Em 2006, o estaleiro INACE foi contratado para construir as primeiras duas unidades. Em 2009, o Estaleiro Ilha (EISA), foi contratado para a construção do segundo lote de quatro embarcações, tendo sido iniciada a construção de apenas duas unidades, que foram resgatada pelo Marinha do Brasil após o estaleiro entra em recuperação judicial. Estas duas unidades foram transferidas para o Arsenal de Marinha do Rio de Janeiro para serem concluídas.

## Lista de navios da classe
| Navios da classe       | Batimento de quilha    | Estaleiro | Lançamento             | Comissionado em                               |
| ---------------------- | ---------------------- | --------- | ---------------------- | --------------------------------------------- |
| NPa Macaé (P-70)       | 24 de novembro 2006    | INACE     | 2009                   | 9 de dezembro de 2009                         |
| NPa Macau (P-71)       | 17 de julho de 2007    | INACE     | 30 de novembro de 2010 | 30 de novembro de 2010 (setor operativo 2013) |
| NPa Maracanã (P-72)    | 25 de novembro de 2009 | EISA/AMRJ | 12 de dezembro de 2017 | 2 de dezembro de 2022                         |
| NPa Mangaratiba (P-75) | 19 de dezembro de 2013 | EISA/AMRJ | 2025                   | Previsão de entrega 2026                      |
| NPa Miramar (P-74)     | 28 de novembro de 2024 | AMRJ      | 2028                   |                                               |

## Características
- Comprimento total: 55,6 m
- Boca máxima: 8 m
- Calado máximo: 2,5 m
- Deslocamento: 500 t

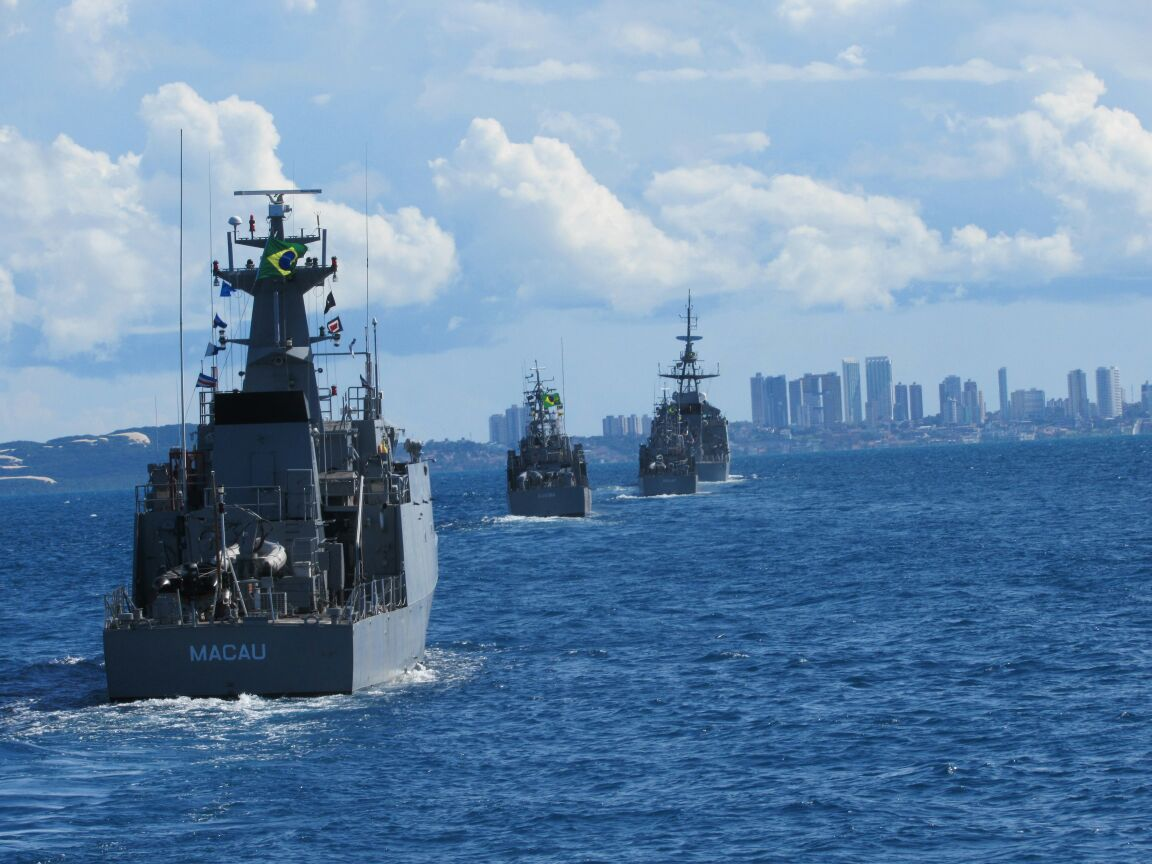
NPa Macau (P-71) em manobras (2017).

- Sistema de propulsão: 2 MCP MTU 16V 4000 M90
- Geração de energia: 3 Grupos diesel-geradores MTU
- Velocidade máxima: 21 nós
- Raio de ação a 15 nós: 2.500 MN
- Autonomia: 10 dias
- Tripulação: 35 5 oficiais e 35 praças
- Armamento: 01 Canhão 40mm L70 (AOS) e 02 Metralhadoras 20mm GAM B01-2